# Luciana Pandolfelli
Luciana Pandolfelli (Buenos Aires, 18 marzo 1969) è una montatrice italiana.
Ha montato un centinaio fra corti e lungometraggi per cinema e televisione, collaborando regolarmente con Fausto Brizzi (che la definisce «vero partner creativo»), Marco Martani, Massimiliano Bruno, Fabio Resinaro e Luca Manfredi.

## Biografia
Dopo aver cominciato a montare cortometraggi a partire dalla metà degli anni novanta (E poi..., 1995), nel 2001 esordisce nel lungometraggio lavorando ai film Segreti di famiglia, Sottovento! e Luna rossa. Quest'ultimo, montato in collaborazione con Giogiò Franchini, viene candidato al Ciak d'oro per il migliore montaggio nel 2002.
Si diploma in montaggio al Centro sperimentale di cinematografia nel 2004 e nel 2006 monta il primo film da regista di Fausto Brizzi (con cui ha frequentato il Centro sperimentale), Notte prima degli esami, collaborando poi a tutti i film del regista. 
Per il lavoro su questo film riceve una candidatura al David di Donatello per il miglior montatore. Riceverà la medesima candidatura, oltre a quella per il Nastro d'argento nella stessa categoria, per il film Ex.

### Altre attività
Ha lavorato come docente di montaggio presso il Centro sperimentale di cinematografia, la Civica Scuola di Cinema Luchino Visconti e la Scuola d'Arte Cinematografica Gian Maria Volonté.

## Filmografia parziale
- E poi..., regia di Nina Mimica - cortometraggio (1995)
- Segreti di famiglia (Laguna), regia di Dennis Berry (2001)
- Sottovento!, regia di Stefano Vicario (2001)
- Luna rossa, regia di Antonio Capuano (2001)
- Sulla mia pelle, regia di Valerio Jalongo (2005)
- Notte prima degli esami, regia di Fausto Brizzi (2006)
- Notte prima degli esami - Oggi, regia di Fausto Brizzi (2007)
- Cemento armato, regia di Marco Martani (2007)
- Il commissario Manara - serie TV, 12 episodi (2008)
- Ex, regia di Fausto Brizzi (2009)
- Nessuno mi può giudicare, regia di Massimiliano Bruno (2011)
- Se Dio vuole, regia di Edoardo Falcone (2015)
- In arte Nino, regia di Luca Manfredi - film TV (2016)
- Prima di lunedì, regia di Massimo Cappelli (2016)
- In viaggio con Adele, regia di Alessandro Capitani (2018)
- Dolceroma, regia di Fabio Resinaro (2019)
- Appunti di un venditore di donne, regia di Fabio Resinaro (2021)
- Mina Settembre - serie TV (2021-2022)
- Falla girare, regia di Giampaolo Morelli (2022)
- L'ultima volta che siamo stati bambini, regia di Claudio Bisio (2023)
- L'amore e altre seghe mentali, regia di Giampaolo Morelli (2024)
- Com'è umano lui!, regia di Luca Manfredi - film TV (2024)
- Eravamo bambini, regia di Marco Martani (2024)
- Falla girare 2 - Offline, regia di Giampaolo Morelli (2024)
- Gloria, regia di Fausto Brizzi - serie TV (2024)
- Hanno ucciso l'Uomo Ragno - La leggendaria storia degli 883 - serie TV, 3 episodi (2024)
- La Rosa dell'Istria, regia di Tiziana Aristarco - film TV (2024)
- Dove osano le cicogne, regia di Fausto Brizzi (2025)